# FC Dinamo București în sezonul 2010-2011
Sezonul 2010-11 a fost cel  de-al 62-lea sezon consecutiv pentru Dinamo în primul eșalon al fotbalului românesc. Dinamo a participat în Liga 1 și în Cupa României. A fost eliminată din UEFA Europa League în al treilea tur preliminar.

## Echipa

### Jucatori
Last Update: 28 iulie 2010
| Nr. |                  | Poziție | Jucător                   |
| --- | ---------------- | ------- | ------------------------- |
| 1   | România          | P       | George Curcă              |
| 2   | Coasta de Fildeș | F       | Zie Diabaté               |
| 3   | Spania           | F       | Óscar Rubio               |
| 4   | România          | F       | Cosmin Moți               |
| 5   | Coasta de Fildeș | M       | Djakaridja Koné           |
| 7   | România          | M       | Catalin Munteanu          |
| 9   | România          | A       | George Țucudean (căpitan) |
| 10  | România          | A       | Marius Alexe              |
| 12  | România          | P       | Cristian Bălgrădean       |
| 14  | România          | A       | Georgian Păun             |
| 15  | România          | A       | Ionel Dănciulescu         |
| 16  | România          | F       | Valeriu Bordeanu          |
| 17  | România          | A       | Eugen Crăciun             |

| Nr. |                   | Poziție | Jucător             |
| --- | ----------------- | ------- | ------------------- |
| 19  | România           | A       | Liviu Ganea         |
| 20  | Albania           | M       | Elis Bakaj          |
| 21  | România           | F       | Dragoș Grigore      |
| 22  | România           | M       | Gabriel Torje       |
| 23  | Macedonia de Nord | P       | Kristijan Naumovski |
| 26  | România           | M       | Andrei Mărgăritescu |
| 27  | România           | F       | Sergiu Homei        |
| 30  | România           | M       | Vlad Munteanu       |
| 33  | România           | A       | Raphael Stănescu    |
| 36  | România           | P       | Emilian Dolha       |

## Transferuri

### Veniri
| Post | Jucător             | De la                         | Suma              | Data       |
| ---- | ------------------- | ----------------------------- | ----------------- | ---------- |
| P    | Kristijan Naumovski | FK Rabotnički                 | Gratis            | 23-06-2010 |
| P    | Cristian Bălgrădean | UTA Arad                      | Gratis            | 30-06-2010 |
| A    | Helder Ferreira     | Auxerre                       | împrumut          | 15-06-2010 |
| F    | Silviu Izvoranu     | Internațional Curtea de Argeș | Final de împrumut | 26-06-2010 |
| F    | Sergiu Homei        | Gloria Bistrița               | Final de împrumut | 26-06-2010 |
| A    | Elias Bazzi         | Sarajevo                      | Nedeclarat        | 26-06-2010 |
| A    | Juan Pablo Garat    | St. Gallen                    | Final de împrumut | 26-06-2010 |
| A    | Ajdin Maksumić      | Sarajevo                      | 600.000€          | 26-06-2010 |
| M    | Blaže Todorovski    | FK Renova                     | Final de împrumut | 26-06-2009 |
| A    | Catalin Munteanu    | FC Brasov                     | Gratis            | 26-06-2010 |
| A    | Hristu Chiacu       | FC Timișoara                  | Final de împrumut | 26-06-2010 |
| A    | Liviu Ganea         | FC Astra Ploiești             | Final de împrumut | 26-06-2010 |
| A    | Georgian Păun       | FC Astra Ploiești             | Final de împrumut | 26-06-2010 |
| A    | Osvaldo Miranda     | Belgrano                      | Final de împrumut | 26-06-2010 |
| A    | Ionel Dănciulescu   | Hércules                      | Gratis            | 26-06-2010 |
| A    | ELis Bakaj          | Dinamo TIrana                 | 250000€           | 7-02-2011  |

### Plecări
| Post | Jucător            | La                 | Suma              | Data       |
| ---- | ------------------ | ------------------ | ----------------- | ---------- |
| A    | Florin Bratu       | Litex Lovech       | Împrumut          | 20-06-2010 |
| F    | Cristian Daminuță  | Internazionale     | Final de contract | 27-06-2010 |
| F    | Francisco Molinero |                    | Final de contract | 27-06-2010 |
| M    | Martin Živný       | Final de contract  | Gratis            | 15-06-2010 |
| M    | Gabriel Boștină    | Universitatea Cluj | Final de contract | 15-06-2010 |
| F    | Silviu Izvoranu    | Universitatea Cluj | Final de contract | 27-06-2010 |
| P    | Bogdan Lobonț      | AS Roma            | 600.000€          | 15-06-2009 |
| A    | Claudiu Niculescu  | Universitatea Cluj | Gratis            | 20-06-2010 |
| A    | Ianis Zicu         | FC Timișoara       | Necunoscut        | ----       |

### Liga I

#### Clasament
| Poz | Echipa       | MJ | V  | E | Î | GM | GP | G   | Pct | Promovare sau retrogradare                        |
| --- | ------------ | -- | -- | - | - | -- | -- | --- | --- | ------------------------------------------------- |
| 1   | Oțelul       | 14 | 10 | 2 | 2 | 19 | 10 | +9  | 32  | Format:Fb runda2 2011-2012 UCL GR                 |
| 2   | FC Timisoara | 14 | 7  | 7 | 0 | 24 | 17 | +7  | 28  | Turul doi preliminar al Ligii Campionilor 2011-12 |
| 3   | Rapid        | 14 | 7  | 5 | 2 | 24 | 8  | +16 | 26  | Format:Fb runda2 2011-12 UEL PO1                  |
| 3   | Vaslui       | 14 | 7  | 3 | 4 | 20 | 16 | +4  | 24  | Format:Fb runda2 2011-12 UEL PO1                  |
| 5   | Dinamo       | 14 | 7  | 2 | 5 | 32 | 25 | +7  | 23  | UEL 2011-2012 Turul 2 preliminar                  |

Sursa: 27 septembrie 2010
Reguli de clasare: 
1) puncte; 2) diferența de goluri; 3) goluri marcate.
POZ = Poziția în clasament; (C) = Campioană; (R) = Retrogradată; (P) = Promovată; (E) = Eliminată; (O) = Câștigătoare de play-off; (A) = Avansează în runda următoare. 
Aplicabil doar când sezonul nu este terminat: 
(Q) = Calificare în faza competiției indicată; (TQ) = Calificare în competiție, dar încă nu în faza indicată; (RQ) = Calificată în competiția de retrogradare indicată; (DQ) = Descalificată din competiție.

#### Rezultate pe rundă
| Etapă    | 01 | 02 | 03 | 04 | 05 | 06 | 07 | 08 | 09 | 10 | 11          | 12          | 13          | 14          | 15          | 16          | 17 | 18 | 19 | 20 | 21 | 22 | 23 | 24 | 25 | 26 | 27 | 28 | 29 | 30 | 31 | 32 | 33 | 34 |
| -------- | -- | -- | -- | -- | -- | -- | -- | -- | -- | -- | ----------- | ----------- | ----------- | ----------- | ----------- | ----------- | -- | -- | -- | -- | -- | -- | -- | -- | -- | -- | -- | -- | -- | -- | -- | -- | -- | -- |
| Teren    | D  | A  | D  | A  | D  | A  | D  | A  | D  |    |             |             |             |             |             |             |    |    |    |    |    |    |    |    |    |    |    |    |    |    |    |    |    |    |
| Rezultat | V  | V  | E  | V  | V  | Î  | E  | Î  | Î  | Î  | Format:Fb w | Format:Fb w | Format:Fb w | Format:Fb l | Format:Fb d | Format:Fb w |    |    |    |    |    |    |    |    |    |    |    |    |    |    |    |    |    |    |
| Loc      | 3  | 1  | 1  | 2  | 1  | 2  | 1  | 4  | 6  |    |             |             |             |             |             |             |    |    |    |    |    |    |    |    |    |    |    |    |    |    |    |    |    |    |

Ultima actualizare: 27 septembrie=Meciuri.
Notă: 

Teren: A = Acasă; D = Deplasare. Rezultat: E = Egal; Î = Înfrângere; V = Victorie; Am. = Amânat.

#### Puncte pe adversari
| Echipă                | Rezultate | Rezultate | Puncte |
| Echipă                | Acasă     | Deplasare | Puncte |
| --------------------- | --------- | --------- | ------ |
| Astra Ploiești        |           | 2–1       | 3      |
| FC Brașov             |           | 2–2       | 1      |
| CFR Cluj              |           | 1-0       | 0      |
| Gaz Metan Mediaș      | 3-2       |           | 3      |
| Gloria Bistrița       |           | 2-0       | 3      |
| Oțelul Galați         | 1–2       |           | 0      |
| Pandurii Târgu Jiu    |           | 2–2       | 1      |
| Rapid București       | 3–2       |           | 3      |
| Sportul Studențesc    | 5–3       |           | 3      |
| Steaua București      | 2–1       |           | 3      |
| FCM Târgu Mureș       |           | 6–2       | 3      |
| FC Timișoara          |           |           |        |
| Unirea Urziceni       |           | 0–1       | 0      |
| Universitatea Cluj    | 3–4       |           | 0      |
| Universitatea Craiova |           |           |        |
| FC Vaslui             | 1–2       |           | 0      |
| Victoria Brănești     |           |           |        |

Source: 
Source: 

#### Rezultate
| 25 iulie 2010Etapa 1 | Astra                                     | 1 – 2 | Dinamo București                                         | Ploiești                                                                        |  |
| 21:00 EEST           | 34' Lukacs 48' Lukacs 73' Rohat 95' Ebéde |       | 68' Torje · 79' N'Doye · N'Doye 78' (pen.) · 94' Cristea | Stadion: Stadionul Astra Spectatori: 8,000 (approx.) Arbitru: Alexandru Deaconu |  |

| 1 august 2010Etapa 2 | Dinamo București                                                                                           | 5 – 3 | FC Sportul Studențesc București                                                  | București                                                           |  |
| 21:00 EEST           | 14' Garat · N'Doye 19' (pen.) · 42' Munteanu · 48' Torje · 69' Ganea · 76' Koné · 77' Helder · 89' Cristea |       | 13' Lucian Cazan 18' Andrei Sorin Popescu 53' Costin Curelea 56' Bălan 71' Varga | Stadion: Dinamo Spectatori: 4,000 (approx.) Arbitru: Robert Dumitru |  |

| 8 august 2010Etapa 3 | Pandurii                                                                                             | 2 – 2 | Dinamo București                                        | Târgu Jiu                                                                     |  |
| 21:45 EEST           | Daniel Orac 26' · 30' Ciprian Brata · Ciprian Brata 51' · Cosmin Băcilă 85' · Daniel Orac 43' (pen.) |       | 2' Andrei Cristea 84' Andrei Cristea 88' Marius Niculae | Stadion: Tudor Vladimirescu Spectatori: 4,500 (approx.) Arbitru: Marius Avram |  |

{{Footballbox collapsible
|round      = Etapa 4
|date       = 15 august 2010
|time       = 20:00 [[Eastern European Time{EEST]]
|team1      = Dinamo București
|score      = 3 – 2
|report     = 
|team2      = Rapid
|goals1     =  Gabriel Torje  31' 
 Juan Pablo Garat  44' 
  51' Liviu Ganea 
  62' Liviu Ganea 
  65' Gabriel Torje 
 Liviu Ganea  90' 
 Juan Pablo Garat  
|goals2     =  13' Ovidiu Herea 
 Nicolae Grigore  39' 
  43' Ovidiu Herea 
 Costin Lazăr  76' 
 Rui Duarte  77' 
|location   = București
|stadium    = Dinamo
|attendance = 12,000 (approx.)
|referee    = Cristian Balaj
|result     = W
}}
| 21 august 2010Etapa 5 | FCM Târgu Mureș           | 2 – 6              | Dinamo București                                                                  | Târgu Mureș        |  |
|                       | Florin Dan 30' Vancea 67' | Gazeta Sporturilor | 6' (autogol) Topić 9' N'Doye 53' Ganea 64' Niculae 88' Munteanu 90+2' An. Cristea | Stadion: Trans-Sil |  |

| 27 august 2010Etapa 6 | Dinamo București                       | 3 – 4 | Universitatea Cluj                                  | București                                  |  |
|                       | Ad. Cristea 22' Niculae 24' N'Doye 89' |       | 17' Niculescu 31' Lemnaru 35' Delgado 60' Niculescu | Stadion: Dinamo Arbitru: Alexandru Deaconu |  |

| 12 septembrie 2010Etapa 7 | FC Brașov            | 2 – 2          | Dinamo București                 | Brașov                                                        |  |
|                           | Chipciu 31' Dedu 76' | România Liberă | 71' (pen) Ad. Cristea 87' N'Doye | Stadion: Tineretului Spectatori: 7000 Arbitru: Ovidiu Hațegan |  |

| 19 septembrie 2010Etapa 8 | Dinamo București | 1 – 2              | FC Vaslui                         | București                                                               |  |
|                           | Ganea 18'        | Gazeta Sporturilor | 33' (autogol) Bordeanu 39' Wesley | Stadion: Stadionul Dinamo Spectatori: 3000 Arbitru: Augustus Constantin |  |

| 27 septembrie 2010Etapa 9 | Unirea Urziceni   | 1 – 0    | Dinamo București | Urziceni                                                                   |  |
|                           | Rusescu 34' (pen) | ProSport |                  | Stadion: Stadionul Tineretului Spectatori: 3.500 Arbitru: Adrian Comănescu |  |

| 1 octombrie 2010Etapa 10 | Dinamo București     | 1 – 2              | Otelul Galați          | București                                                           |  |
|                          | Cătălin Munteanu 71' | Gazeta Sporturilor | 45' Sălăgeanu 74' Ilie | Stadion: Stadionul Dinamo Spectatori: 5.000 Arbitru: Cristian Balaj |  |

| 17 octombrie 2010Etapa 11 | Dinamo București            | 2 – 1 | Steaua București | București                                       |  |
| 20:30                     | Ad. Cristea 31' Niculae 36' |       | 22' Stancu       | Stadion: Stadionul Dinamo Arbitru: Marius Avram |  |

| 22 octombrie 2010Etapa 12 | Gloria Bistrița | 0 – 2 | Dinamo București                | Bistrița |  |
| 20:30                     |                 |       | 15' Dănciulescu 89' An. Cristea |          |  |

| 29 octombrie 2010Etapa 13 | Dinamo Bucuresti                                | 3 – 2             | CS Gaz Metan Mediaș  | București       |  |
| 20:30                     | Alexe 16' An. Cristea 70' (pen) Scarlatache 73' | Evenimentul zilei | 22' Lițu 36' Trtovac | Stadion: Dinamo |  |

| 7 noiembrie 2010Etapa 14 | CFR Cluj       | 1 – 0    | Dinamo București | Cluj                              |  |
| 20:00                    | Bjelanović 25' | Adevărul |                  | Stadion: Dr. Constantin Rădulescu |  |

| 14 noiembrie 2010Etapa 15 | Dinamo București | 2 – 2 | Universitatea Craiova | București                                                |  |
| 19:45                     |                  |       |                       | Stadion: Dinamo Spectatori: 9000 Arbitru: Cristian Balaj |  |

| 22 noiembrie 2010Etapa 16 | Victoria Brănești | 2 – 4 | Dinamo București | Buzău                                     |  |
| 20:30                     |                   |       |                  | Stadion: Gloria Arbitru: Adrian Comanescu |  |

| Etapa 17 | Dinamo București | v | FC Timișoara |  |  |
|          |                  |   |              |  |  |

| Etapa 18 | Dinamo București | v | Astra Ploiești |  |  |
|          |                  |   |                |  |  |

| Etapa 19 | Dinamo București | v | FCM Tg. Mureș |  |  |
|          |                  |   |               |  |  |

| Etapa 20 | Dinamo București | v | Pandurii Tg. Jiu |  |  |
|          |                  |   |                  |  |  |

| Etapa 21 | Rapid București | v | Dinamo București |  |  |
|          |                 |   |                  |  |  |

| Etapa 22 | Dinamo București | v | FCM Tg. Mureș |  |  |
|          |                  |   |               |  |  |

| Etapa 23 | U. Cluj | v | Dinamo București |  |  |
|          |         |   |                  |  |  |

| Etapa 24 | Dinamo București | v | FC Brașov |  |  |
|          |                  |   |           |  |  |

| Etapa 25 | FC Vaslui | v | Dinamo București |  |  |
|          |           |   |                  |  |  |

| Etapa 26 | Dinamo București | v | Unirea Urziceni |  |  |
|          |                  |   |                 |  |  |

| Etapa 27 | Otelul Galați | v | Dinamo București |  |  |
|          |               |   |                  |  |  |

| Etapa 28 | Steaua București | v | Dinamo București |  |  |
|          |                  |   |                  |  |  |

| Etapa 29 | Dinamo București | v | Gloria Bistrița |  |  |
|          |                  |   |                 |  |  |

| Etapa 30 | Gaz Metan Mediaș | v | Dinamo București |  |  |
|          |                  |   |                  |  |  |

| Etapa 31 | Dinamo București | v | CFR Cluj |  |  |
|          |                  |   |          |  |  |

| Etapa 32 | Universitatea Craiova | v | Dinamo București |  |  |
|          |                       |   |                  |  |  |

| Etapa 33 | Dinamo București | v | Victoria Brănești |  |  |
|          |                  |   |                   |  |  |

| Etapa 34 | FC Timișoara | v | Dinamo București |  |  |
|          |              |   |                  |  |  |

Source: 
Source: 
| 21 iulie 2010Tur II Preliminar, tur | FC Olimpia Bălți | 0-2      | Dinamo Bucuresti     | Chișinău                                    |  |
| 17:45 EEST                          |                  | UEFA.com | 41' Pulhac 83' Ganea | Stadion: Dacia Arbitru: Michael Koukoulakis |  |

| 27 iulie 2010Tur II Preliminar, retur | Dinamo București                                                       | 5-1      | FC Olimpia Bălți | București                                         |  |
| 19:45 EEST                            | An. Cristea 2' Ad. Cristea 32' N'Doye 45' Munteanu 60' Torje 63' (pen) | UEFA.com | 90' Adaramola    | Stadion: Stadionul Dinamo Arbitru: Antonio Damato |  |

| 1 august 2010Tur III Preliminar, tur | Dinamo București                                   | 3-1      | Hajduk Split | București                            |  |
| 21:00 EEST                           | An. Cristea 6' (pen) Juan Pablo Garat 40' Koné 70' | UEFA.com | 64' Tomasov  | Stadion: Dinamo Arbitru: Lee Probert |  |

| 8 august 2010Tur III Preliminar, retur | Hajduk Split                         | 3-0      | Dinamo București | Split                                  |  |
| 21:30 EEST                             | Vukušić 12' Brkljača 23' Tomasov 38' | UEFA.com |                  | Stadion: Poljud Arbitru: Carlos Xistra |  |

### Cupa României

#### Rezultate
| 22 septembrie 2010Șaisprezecimi | FC Dinamo București            | 2 – 0 | Ceahlăul Piatra Neamț | București                 |  |
| 20:30                           | Moți 12' An. Cristea 59' (pen) |       |                       | Stadion: Stadionul Dinamo |  |

| 27 octombrie 2010Optimi | FC Alro Slatina | 1 – 3    | FC Dinamo București     | Slatina |  |
|                         | Bârsan 37'      | ProSport | 3' Niculae 7' 36' Alexe |         |  |

| 10 noiembrie 2010Sferturi                       | FC Dinamo București           | 1 – 1 (3 – 1 d.l.d.)               | FC Universitatea Craiova | București                               |  |
|                                                 | Munteanu 67'                  | Sport 365                          | 31' Dina                 | Stadion: Dinamo Arbitru: Robert Dumitru |  |
|                                                 | Penalty-uri de departajare⁠(d) |                                    |                          |                                         |  |
| An. Cristea · Munteanu · Ad. Cristea · Bordeanu |                               | Găman · Bărboianu · Ologu · Costea |                          |                                         |  |

## Marcatori
| Țară    | Nume           | Goluri |
| ------- | -------------- | ------ |
| România | Andrei Cristea | 5      |
| România | Liviu Ganea    | 5      |
| România | Gabriel Torje  | 2      |
| Senegal | Ousmane N'Doye | 5      |